# Oksypurynol
Oksypurynol, oksyallopurynol – organiczny związek chemiczny, izomer ksantyny zbudowany ze skondensowanych pierścieni tyminy i pirazolu, tlenowa pochodna allopurynolu.

## Otrzymywanie
Synteza oksypurynolu została opisana w roku 1956 niezależnie przez Rolanda Robinsa oraz Elvirę Falco i George’a Hitchingsa. W pierwszej pracy został on uzyskany przez stapianie siarczanu 5-amino-1H-pirazolo-4-karboksyamidu z mocznikiem (160–190 °C/40 minut), a w drugiej w wyniku utleniania 1H-pirazolo-4,5-dikarboksyamidu wodnym roztworem podchlorynu sodu. W roku 1971 opisano też syntezę oksypurynolu przez ogrzewanie przez 10 minut w temp. 140 °C α-cyjano-β-hydrazyno-N-etoksykarbonyloakrylamidu (H
2N−NH−CH=C(CN)C(=O)NHCOOEt), który w takich warunkach ulega spontanicznej cyklizacji do pożądanego produktu.

## Właściwości

### Właściwości fizykochemiczne
Rozpuszczalność oksypurynolu w wodzie w temperaturze 100 °C wynosi 1 g/800 g H
2O i jest 2 razy mniejsza niż analogicznego związku purynowego. Maksimum absorpcji UV wynosi 241±1 nm zarówno w środowisku kwasowym (pH 1), jak i zasadowym (pH 10,5).

### Właściwości biologiczne
Jest nieodwracalnym inhibitorem oksydazy ksantynowej i z racji tego, hamuje wytwarzanie kwasu moczowego. Jest metabolitem allopurynolu (jest jego pochodną 6-okso), który jest stosowany w leczeniu dny moczanowej oraz innych schorzeń wynikających z zaburzeń aktywności oksydazy ksantynowej, w przypadkach zastoinowej niewydolności serca oraz hiperurykemii. Oksypurynol jest wydalany z organizmu wraz z moczem, okres półtrwania wynosi 13–30 godzin. Klirens oksypurynolu zmniejsza się znacznie u pacjentów z niewydolnością nerek, co zwiększa stężenie leku w osoczu w przypadku długotrwałego stosowania.